# Дискографія Бена Джонстона
Дискографія композитора Бена Джонстона містить понад тридцять музичних альбомів, до яких входили його музичні твори, переважно в складі збірок, на грамофонних платівках або компакт-дисках.
Американський композитор Бен Джонстон почав писати сценічну, камерну та симфонічну музику наприкінці 1940-х років. Після закінчення Коледжу Вільяма і Мері та навчання у Гаррі Парча та Даріуса Мійо на початку 1950-х років, він викладав в Університеті Іллінойсу та писав неокласичну музику для тогочасних академічних музикантів, драматургів та хореографів. Перші твори авторства Джонстона було опубліковано в середині 1960-х років, але широкому загалу його музика стала відома 1970 року, після виходу на лейблі Nonesuch Records грамофонної платівки із записом твору HPSCHD композитора-авангардиста Джона Кейджа та Струнного квартету № 2 Джонстона у виконанні The Composers Quartet; анотацію до альбому написав американський музикознавець Пітер Єтс.
З середини 1960-х до початку 2000-х років, коли Бен Джонстон припинив активну діяльність як композитор, було опубліковано записи близько чверті його творів. З 1964 по 1987 роки вони виходили на грамофонних платівках, а після 1987 року — ще й на компакт-дисках. Концертні записи виконання багатьох його робіт зберігалися лише в архівах, на бобінах, компакт-касетах або DAT-касетах, але не виходили на комерційних виданнях: серед них Струнні квартети № 1, № 3 та № 5, твори Knocking Piece, Mass, Duo for Two Violins, Two Sonnets of Shakespeare, Diversion, Songs of Loss, Chamber Symphony та інші. Завдяки зусиллям професора інформатики Андреаса Штефіка, колишнього учня Джонстона, багато з цих записів вдалося цифровізувати та зберегти.
2002 року американський Kepler Quartet поставив за мету виконати та записати всі десять струнних квартетів Бена Джонстона. За допомогою Штефіка були створені точні MIDI-версії кожного з творів, які використовувалися при підготовці до виконання квартетів. Робота над записом тривала чотирнадцять років. З 2006 по 2016 роки на лейблі New World Records вийшли три альбоми, що містили десять струнних квартетів Джонстона, причому сьомий та восьмий квартети були виконано вперше.

## Дискографія
| Альбоми, що складаються лише з творів Джонстона |
| Спліт-альбоми, збірки та некомерційні записи    |

| Рік  | Альбом (лейбл) | Твір                                             | Виконавець                                                                |        |
| ---- | --- | ------------------------------------------------ | ------------------------------------------------------------------------- | ------ |
| 1964 | In a Recital of New Music Advance Recordings | Duo for Flute and String Bass                    | Бертрам Турецкі (контрабас), Ненсі Турецкі (флейта)                       | [ 5 ]  |
| 1968 | Kenneth Gaburo Conducts New Music Choral Ensemble in Works of Ives, Nono, Shallenberg, Webern, Johnston, Oliveros, Messiaen Ars Nova Ars Antigua Records | Ci-Gît Satie                                     | New Music Choral Ensemble                                                 | [ 6 ]  |
| 1969 | The Contemporary Contrabass: New American Music by John Cage, Pauline Oliveros, Ben Johnston Nonesuch Records                                            | Casta Bertram                                    | Бертрам Турецкі (контрабас)                                               | [ 7 ]  |
| 1970 | Джон Кейдж та Леджарен Гіллер — HPSCHD / Ben Johnston: String Quartet No. 2 Nonesuch Records                                                             | String Quartet no. 2                             | The Composers Quartet                                                     | [ 8 ]  |
| 1972 | Carmilla. A Vampire Tale Vanguard Records | Carmilla                                         | La MaMa Experimental Theatre Club                                         | [ 9 ]  |
| 1976 | Sound Forms for Piano New World Records | Sonata for Microtonal Piano                      | Роберт Міллер (фортепіано)                                                | [ 10 ] |
| 1979 | American Contemporary Music from the University of Illinois Composers Recordings Inc.                                                                    | Duo for Flute and String Bass                    | Джон Фонвілл (флейта), Томас Фредріксон (контрабас)                       | [ 11 ] |
| 1980 | John Downey: String Quartet no.2, Ben Johnston: String Quarter no.4, Ruth Crawford: String Quartet (1931) Gasparo                                        | String Quartet no. 4                             | Fine Arts Quartet                                                         | [ 12 ] |
| 1983 | Joseph Schwantner: Wild Angels of the Open Hills / Ben Johnston: String Quartet no. 6 Composers Recordings Inc.                                          | String Quartet no. 6                             | New World String Quartet                                                  | [ 13 ] |
| 1984 | Ben Johnston: Visions and Spels; Sonnets of Desolation Composers Recordings Inc.                                                                         | Sonnets of Desolation                            | New Swingle Singers                                                       | [ 14 ] |
| 1984 | Ben Johnston: Visions and Spels; Sonnets of Desolation Composers Recordings Inc.                                                                         | Visions and Spels                                | New Verbal Workshop                                                       | [ 14 ] |
| 1986 | Tellus.The Audio Cassette Magazine #14 Tellus Audio Cassette Magazine                                                                                    | Tocatta for Violincello                          | Лорієн Лауфман (віолончель)                                               | [ 15 ] |
| 1987 | White Man Sleeps Nonesuch Records | String Quartet no. 4 («Amazing Grace»)           | Kronos Quartet                                                            | [ 16 ] |
| 1993 | Urban Diva Composers Recordings Inc. | Calamity Jane to Her Daughter                    | Дора Оренштайн (сопрано)                                                  | [ 17 ] |
| 1993 | Ben Johnston: Ponder Nothing New World Records | Five Fragments                                   | Стівен Калм (баритон), Music Amici                                        | [ 18 ] |
| 1993 | Ben Johnston: Ponder Nothing New World Records | Gambit                                           | Music Amici                                                               | [ 18 ] |
| 1993 | Ben Johnston: Ponder Nothing New World Records | Ponder Nothing                                   | Чарльз Ясскі (кларнет)                                                    | [ 18 ] |
| 1993 | Ben Johnston: Ponder Nothing New World Records | Septet                                           | Music Amici                                                               | [ 18 ] |
| 1993 | Ben Johnston: Ponder Nothing New World Records | Three Chinese Lyrics                             | Дора Оренштайн (сопрано), Марті Світ (скрипка), Метью Реймонді (скрипка)  | [ 18 ] |
| 1993 | Ben Johnston: Ponder Nothing New World Records | Trio                                             | Чарльз Ясскі (кларнет), Метью Реймонді (скрипка), Марк Шуман (віолончель) | [ 18 ] |
| 1994 | Ben Johnston: Symphony in A Cleveland State University Recording Services                                                                                | Symphony in A                                    | Cleveland Chamber Symphony                                                | [ 19 ] |
| 1995 | John Fonville: Temporal Details Einstein Records | Twelve Partials                                  | Джон Фонвілл (флейта), Вірджинія Габуро (фортепіано)                      | [ 20 ] |
| 1996 | Howl, U.S.A. Nonesuch Records | Гаррі Парч — Barstow                             | Kronos Quartet                                                            | [ 21 ] |
| 1997 | Early Music (Lachrymæ Antiquæ) Nonesuch Records | Гаррі Парч — Two Studies on Ancient Greek Scales | Kronos Quartet                                                            | [ 22 ] |
| 1997 | Ben Johnston: Microtonal Piano Koch International Classics                                                                                               | Saint Joan                                       | Філіп Буш (фортепіано)                                                    | [ 23 ] |
| 1997 | Ben Johnston: Microtonal Piano Koch International Classics                                                                                               | Sonata for Microtonal Piano                      | Філіп Буш (фортепіано)                                                    | [ 23 ] |
| 1997 | Ben Johnston: Microtonal Piano Koch International Classics                                                                                               | Suite for Microtonal Piano                       | Філіп Буш (фортепіано)                                                    | [ 23 ] |
| 1998 | Stanford String Quartet Plays Bolcom, Johnston, Neikrug Laurel Records                                                                                   | String Quartet no. 9                             | Stanford String Quartet                                                   | [ 24 ] |
| 2002 | Ponder Nothing Innova Recordings | Ponder Nothing                                   | Сюзен Фанчер (саксофон-альт)                                              | [ 25 ] |
| 2003 | Harry Partch: U.S. Highball Nonesuch Records | Гаррі Парч — U.S. Highball                       | Kronos Quartet                                                            | [ 26 ] |
| 2005 | The Noble Snare (Compositions for Unaccompanied Snare Drum) 11 West Records                                                                              | Palindromes                                      | Джейсон Бейкер (малий барабан)                                            | [ 27 ] |
| 2006 | Ben Johnston: String Quartets nos. 2, 3, 4, & 9 New World Records                                                                                        | String Quartet no. 9                             | Kepler Quartet                                                            | [ 28 ] |
| 2006 | Ben Johnston: String Quartets nos. 2, 3, 4, & 9 New World Records                                                                                        | String Quartet no. 3                             | Kepler Quartet                                                            | [ 28 ] |
| 2006 | Ben Johnston: String Quartets nos. 2, 3, 4, & 9 New World Records                                                                                        | String Quartet no. 4                             | Kepler Quartet                                                            | [ 28 ] |
| 2006 | Ben Johnston: String Quartets nos. 2, 3, 4, & 9 New World Records                                                                                        | String Quartet no. 2                             | Kepler Quartet                                                            | [ 28 ] |
| 2007 | Uncommon Voices: Chamber Music by Levy, Yannay, Johnston, & Martirano Vienna Modern Masters                                                              | Duo for Flute and String Bass                    | Майкл Кемерон (контрабас), Ліза Гете-Макгінн (флейта)                     | [ 29 ] |
| 2008 | On Track Alanna Records | O Waly Waly Variations                           | New Century Saxophone Quartet                                             | [ 30 ] |
| 2008 | The Floating Bubble Innova Recordings | Sleep and Waking                                 | Рон Джордж (перкусія)                                                     | [ 31 ] |
| 2008 | In Celebration of the 50th Anniversary of the University of Illinois Experimental Music Studios (1958—2008) University of Illinois                       | Museum Piece                                     | Бен Джонстон, Яп Спек                                                     | [ 32 ] |
| 2009 | Donaueschinger Musiktage 2008 Neos | Quintet for Groups                               | SWR Sinfonieorchester Baden-Baden und Freiburg                            | [ 33 ] |
| 2011 | Ben Johnston: String Quartets nos. 1, 5, & 10 New World Records                                                                                          | String Quartet no. 5                             | Kepler Quartet                                                            | [ 34 ] |
| 2011 | Ben Johnston: String Quartets nos. 1, 5, & 10 New World Records                                                                                          | String Quartet no. 10                            | Kepler Quartet                                                            | [ 34 ] |
| 2011 | Ben Johnston: String Quartets nos. 1, 5, & 10 New World Records                                                                                          | String Quartet no. 1                             | Kepler Quartet                                                            | [ 34 ] |
| 2014 | Ruminations (Settings of Rumi & Billie Holiday) Microfest Records                                                                                        | The Tavern                                       | Джон Шнайдер (мікротонова гітара, вокал)                                  | [ 35 ] |
| 2014 | Ruminations (Settings of Rumi & Billie Holiday) Microfest Records                                                                                        | Parable                                          | Карен Кларк (спів), Джим Салліван (кларнет), Сара Торнблейд (скрипка)     | [ 35 ] |
| 2014 | Ruminations (Settings of Rumi & Billie Holiday) Microfest Records                                                                                        | Revised Standards                                | Eclipse String Quartet                                                    | [ 35 ] |
| 2016 | Darmstadt Aural Documents Box 3 • Ensembles Neos | Knocking Piece, for Ensemble                     | The Contemporary Chamber Players of the University of Illinois            | [ 36 ] |
| 2016 | Ben Johnston: String Quartets nos. 6, 7, & 8 New World Records                                                                                           | String Quartet no. 7                             | Kepler Quartet                                                            | [ 37 ] |
| 2016 | Ben Johnston: String Quartets nos. 6, 7, & 8 New World Records                                                                                           | String Quartet no. 8                             | Kepler Quartet                                                            | [ 37 ] |
| 2016 | Ben Johnston: String Quartets nos. 6, 7, & 8 New World Records                                                                                           | String Quartet no. 6                             | Kepler Quartet                                                            | [ 37 ] |
| 2016 | Ben Johnston: String Quartets nos. 6, 7, & 8 New World Records                                                                                           | Quietness                                        | Kepler Quartet, Бен Джонстон                                              | [ 37 ] |

## Інші роботи
Протягом 1949—1950 років Бен Джонстон взяв участь у записі творів Гаррі Парча Eleven Intrusions, The Letter та The Dark Brother, на яких грав на басовій маримбі, ромбовидній маримбі або у складі ансамблю разом із дружиною Бетті, самим Парчем та Дональдом Піппіном. Деякі з записів вийшли на альбомі Гаррі Парча Thirty Years of Lyrical and Dramatic Music (1962, Gate Five Records), а після смерті Парча неодноразово входили до збірок його робіт.
Бен Джонстон є автором анотацій до музичних альбомів Гаррі Парча та Джона Кейджа — The Music of John Cage and Harry Partch (1978, New World Records), Скотта Алана Ваятта — Collections I — Electronic Music with and without Instruments (1978, Ubres) та Стюарта Сміта Memory Bands (1986, Spectrum Records).
Записи інтерв'ю Бена Джонстона виходили на його альбомі Ruminations (Settings of Rumi & Billie Holiday) (2014, Microfest Records), де композитор розповідав про свій твір The Tavern, та у виданні Вальтера Ціммерманна — Desert Plants (2020, Beginner-press), де Джонстон розказував про Гаррі Парча.